# 羽後長戸呂駅
羽後長戸呂駅（うごながとろえき）は秋田県仙北市西木町桧木内字長戸呂にある秋田内陸縦貫鉄道秋田内陸線の駅。

## 歴史
- 1970年（昭和45年）11月1日：日本国有鉄道角館線の駅として仙北郡西木村に開業[1][2]。
- 1986年（昭和61年）11月1日：秋田内陸縦貫鉄道に転換[1]。

## 駅構造

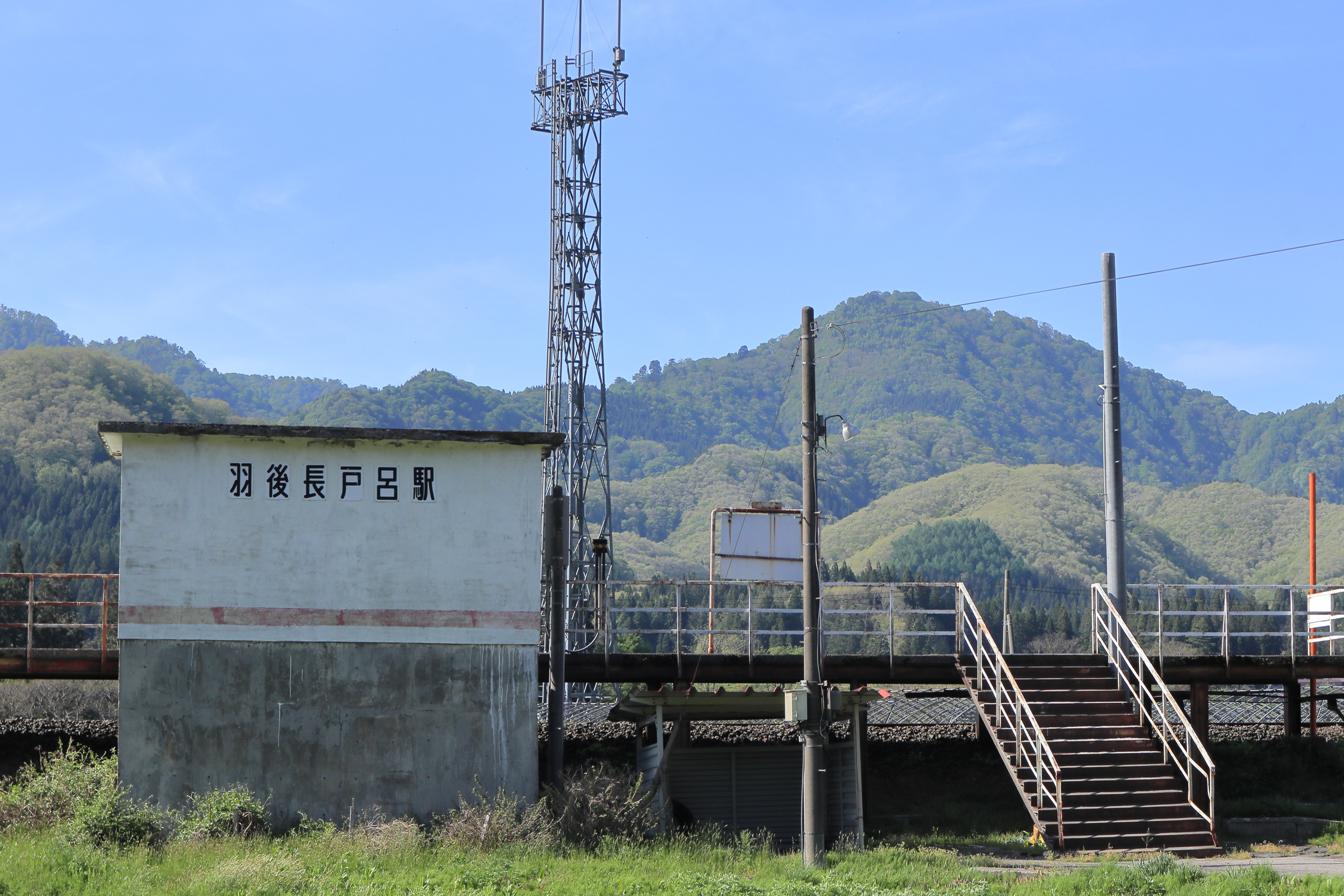
出入口

単式ホーム1面1線を有する地上駅。無人駅で駅舎はないが待合所が設置されている。

## 利用状況
| 1日乗降人員推移 | 1日乗降人員推移 |
| 年度            | 1日平均人数     |
| --------------- | --------------- |
| 2016年          | 10              |
| 2017年          | 12              |
| 2018年          | 8               |

## 隣の駅
秋田内陸縦貫鉄道
■秋田内陸線
□快速（下り列車のみ停車）・■普通
松葉駅 - 羽後長戸呂駅 - 八津駅